# Badiangan
Badiangan (Bayan ng Badiangan) är en kommun i Filippinerna. Kommunen ligger på ön Panay, och tillhör provinsen Iloilo. Folkmängden uppgår till 31 494 invånare.

## Barangayer
Badiangan är indelat i 31 barangayer.
| - Agusipan - Astorga - Bita-oyan - Botong - Budiawe - Cabanga-an - Cabayogan - Calansanan - Catubig - Guinawahan - Ilongbukid | - Indorohan - Iniligan - Latawan - Linayuan - Mainguit - Malublub - Manaolan - Mapili Grande - Mapili Sanjo - Odiongan | - Kingdom of Poblacion - San Julian - Sariri - Sianon - Sinuagan - Talaba - Tamocol - Teneclan - Tina - Bingauan |